# Vlag van Akershus

Vlag van Akershus

De vlag van Akershus vertegenwoordigt de provincie Akershus, Noorwegen. De vlag werd ontworpen door Finn Fagerli en goedgekeurd bij Koninklijk Besluit op 11 december 1987. De vlag toont hetzelfde beeld als het gemeentewapen, een zilveren trapgevel op een blauw veld. De vierkante vorm is zeldzaam onder de Noorse vlaggen. Het ontwerp is een verwijzing naar het kasteel van Akershus, waar verschillende gebouwen dergelijke puntgevels hebben. Het kasteel was de zetel van de gouverneur van Akershus Amt, de voorloper van de huidige provincie.
Op 1 januari 2020 fuseerde de provincie Akershus met Buskerud en Østfold tot de nieuwe provincie Viken waardoor het gebruik hiervan als provincievlag is komen te vervallen. Per 1 januari 2024 is Akershus na de opdeling van Viken opnieuw een van de Noorse provincies waardoor de vlag is opnieuw in gebruik genomen.

## Verwante afbeeldingen

Wapen van Akershus